# Törökhídja
Törökhídja (románul: Podu Turcului) falu Romániában Moldvában, Bákó megyében.

## Fekvése
Bákó megye délkeleti részén fekvő település.

## Története
Törökhídja nevét 1842-ben említette először oklevél.
A 2002-es népszámláláskor 5140, 2007-es adatok szerint pedig 5072 lakosa volt a településnek.